# Stegodyphus simplicifrons
Stegodyphus simplicifrons är en spindelart som beskrevs av Simon 1906. Stegodyphus simplicifrons ingår i släktet Stegodyphus och familjen sammetsspindlar.
Artens utbredningsområde är Madagaskar. Inga underarter finns listade i Catalogue of Life.